# Escamps (Yonne)
Escamps és un municipi francès, situat al departament del Yonne i a la regió de Borgonya - Franc Comtat. L'any 2007 tenia 804 habitants.

## Demografia

### Població
El 2007 la població de fet d'Escamps era de 804 persones. Hi havia 296 famílies, de les quals 68 eren unipersonals (36 homes vivint sols i 32 dones vivint soles), 96 parelles sense fills, 108 parelles amb fills i 24 famílies monoparentals amb fills.
La població ha evolucionat segons el següent gràfic:
Habitants censats

### Habitatges
El 2007 hi havia 370 habitatges, 309 eren l'habitatge principal de la família, 37 eren segones residències i 24 estaven desocupats. 360 eren cases i 6 eren apartaments. Dels 309 habitatges principals, 265 estaven ocupats pels seus propietaris, 33 estaven llogats i ocupats pels llogaters i 11 estaven cedits a títol gratuït; 3 tenien una cambra, 13 en tenien dues, 47 en tenien tres, 80 en tenien quatre i 166 en tenien cinc o més. 249 habitatges disposaven pel capbaix d'una plaça de pàrquing. A 108 habitatges hi havia un automòbil i a 181 n'hi havia dos o més.

### Piràmide de població
La piràmide de població per edats i sexe el 2009 era:
| Homes | Edats   | Dones |
| ----- | ------- | ----- |
| 0     | 95 o +  | 4     |
| 0     | 90 a 94 | 4     |
| 4     | 85 a 89 | 4     |
| 0     | 80 a 84 | 4     |
| 8     | 75 a 79 | 8     |
| 12    | 70 a 74 | 8     |
| 16    | 65 a 69 | 12    |
| 16    | 60 a 64 | 20    |
| 12    | 55 a 59 | 20    |
| 32    | 50 a 54 | 8     |
| 28    | 45 a 49 | 36    |
| 48    | 40 a 44 | 56    |
| 32    | 35 a 39 | 36    |
| 28    | 30 a 34 | 20    |
| 8     | 25 a 29 | 12    |
| 8     | 20 a 24 | 8     |
| 36    | 15 a 19 | 40    |
| 32    | 10 a 14 | 32    |
| 36    | 5 a 9   | 24    |
| 16    | 0 a 4   | 16    |

## Economia
El 2007 la població en edat de treballar era de 531 persones, 432 eren actives i 99 eren inactives. De les 432 persones actives 414 estaven ocupades (225 homes i 189 dones) i 18 estaven aturades (7 homes i 11 dones). De les 99 persones inactives 41 estaven jubilades, 35 estaven estudiant i 23 estaven classificades com a «altres inactius».

### Ingressos
El 2009 a Escamps hi havia 322 unitats fiscals que integraven 821 persones, la mediana anual d'ingressos fiscals per persona era de 18.768 €.

### Activitats econòmiques
Dels 19 establiments que hi havia el 2007, 1 era d'una empresa extractiva, 7 d'empreses de construcció, 1 d'una empresa de comerç i reparació d'automòbils, 2 d'empreses d'hostatgeria i restauració, 1 d'una empresa d'informació i comunicació, 1 d'una empresa financera, 1 d'una empresa immobiliària, 3 d'empreses de serveis i 2 d'empreses classificades com a «altres activitats de serveis».
Dels 6 establiments de servei als particulars que hi havia el 2009, 1 era un guixaire pintor, 2 fusteries, 1 lampisteria, 1 electricista i 1 agència immobiliària.
L'any 2000 a Escamps hi havia 22 explotacions agrícoles que ocupaven un total de 1.596 hectàrees.

## Equipaments sanitaris i escolars
El 2009 hi havia 1 escola maternal i 1 escola elemental.

## Poblacions més properes
El següent diagrama mostra les poblacions més properes.